# 张养浩

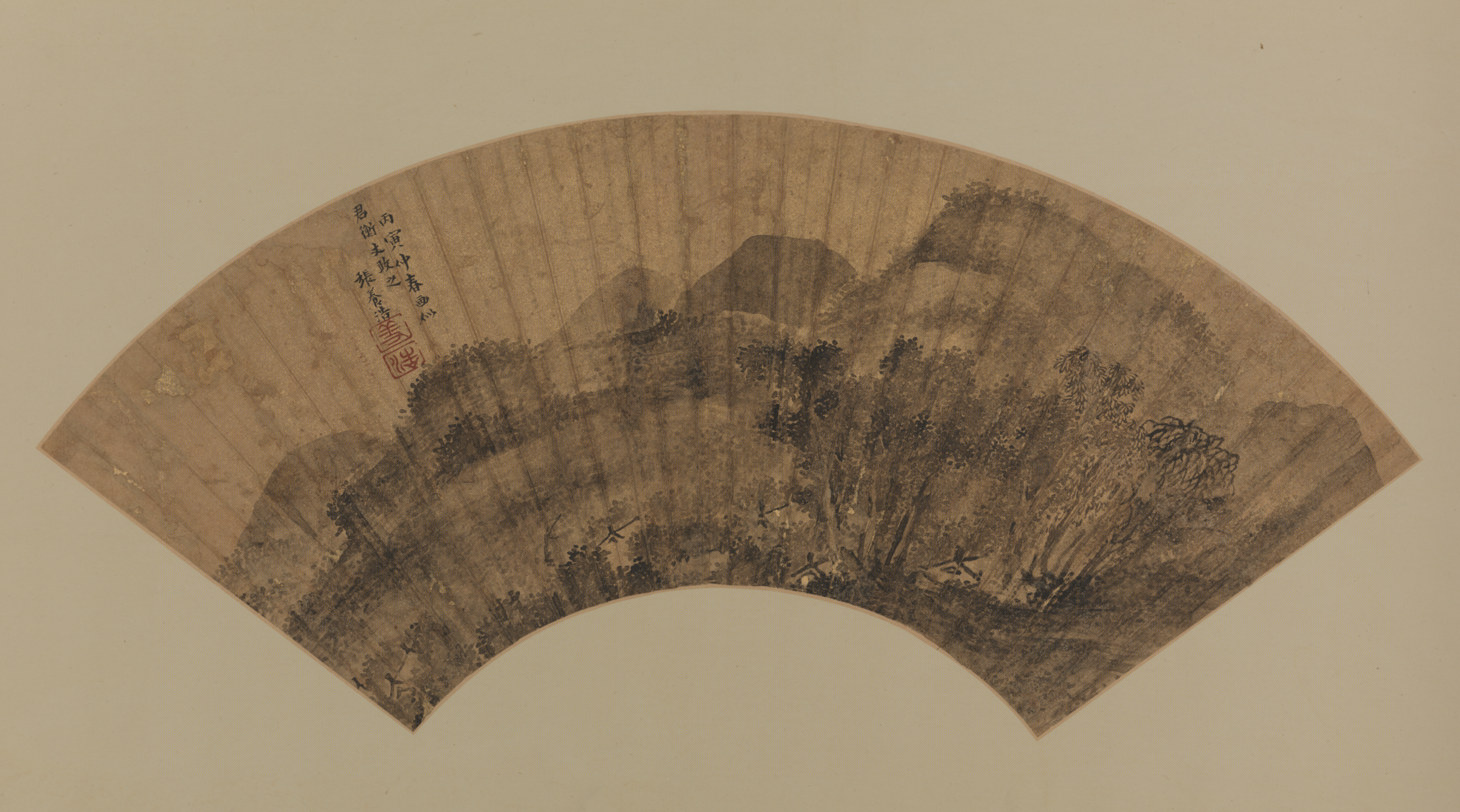
张养浩山水图扇页（北京故宫博物院藏）

张养浩（1270年—1329年），字希孟，号齐东野人，别号顺庵，晚号云庄老人，山东济南人。元代漢人，散曲作家，與張可久合稱為“二張”。
历任县尹、监察御史、礼部尚书。以直言敢谏为权贵所忌，免官；后复官至礼部尚书，参议中书省事。弃官隱居后，屡召不赴，因天历二年关中大旱，复出出任陕西行台中丞，治旱救灾，劳瘁而死。谥号文忠。
其散曲多写弃官后的田园隐居生活，有的流露出对官场的不满。著名的一首《山坡羊·潼关怀古》，常为人引用：
峰峦如聚，波涛如怒，山河表里潼关路。望西都，意踌躕。伤心秦汉经行处，宫阙万间都做了土。兴，百姓苦；亡，百姓苦。

## 著作
- 《三事忠告》(即《為政忠告》)：由《牧民忠告》、《風憲忠告》、《廟堂忠告》三個篇章所組成，是作者在官場中的心得及該如何當官的教科書。
- 《歸田類稿》
- 《張文忠公文集》

## 後人評價
元代李士瞻贊其：「禀天地正大之氣，學聖賢正大之學，蘊之而為道義，發之而為文章，推之而為政事、功業，無一而非正大之寓也。」
明代朱權在《太和正音譜》中讚其曲風：「如玉樹臨風。」

## 后世纪念
张养浩墓位于中华人民共和国山东省济南市天桥区北园高架桥顺河高架下桥口西侧。该墓地环境清幽，四周绿树成荫，是一处宁静的纪念地。墓园门口的牌坊上刻有“水月松风”四个大字，取自张养浩的诗意，寓意着清雅与宁静。园内有一块麟石和几座石碑，松柏苍翠，周围杂草丛生，显现出一种自然的宁静美。墓地的深处，安葬着张养浩，坟呈圆形，直径约10米，成为这位元代著名诗人永远的安息之所。
张养浩纪念馆位于中华人民共和国山东省济南市天桥区云锦湖公园西侧，主要展示张养浩的生平经历、为政思想以及文学成就等内容，是纪念这位元代著名诗人和政治家的重要场所。该馆于2024年9月13日举行了开馆仪式，正式对外开放，成为了研究张养浩及其文化遗产的重要平台。